# Джгамазия, Ладико Тахвахович
Ладико Тахвахович Джгамазия (1924 год, село Ткварчели, ССР Абхазия) — звеньевой колхоза имени Берия Очемчирского района, Абхазская АССР, Грузинская ССР. Герой Социалистического Труда (1948).

## Биография
Родился в 1924 году в крестьянской семье в селе Ткварчели (сегодня — город). С раннего возраста трудился в сельском хозяйстве. В послевоенные годы возглавлял полеводческое звено в колхозе имени Берия Очемчирского района, председателем которого был Тото Пехович Аршба.
В 1947 году звено под его руководством собрало в среднем с каждого гектара по 71,26 центнера кукурузы на участке площадью 3 гектара. Указом Президиума Верховного Совета СССР от 21 февраля 1948 года удостоен звания Героя Социалистического Труда за «получение высоких урожаев кукурузы и пшеницы в 1947 году» с вручением ордена Ленина и золотой медали «Серп и Молот» (№ 673).
Этим же указом званием Героя Социалистического Труда был награждён труженик колхоза имени Берия звеньевой Мамия Степанович Чолария.
В последние годы своей трудовой деятельности работал в госкомлесхозе. После выхода на пенсию проживал в Ткварчели.